# Akiyoshia kishiiana
Akiyoshia kishiiana е вид коремоного от семейство Hydrobiidae.

## Разпространение
Видът е разпространен в Япония (Хоншу).